# Chlorochroa osborni
Chlorochroa osborni är en insektsart som först beskrevs av Van Duzee 1904.  Chlorochroa osborni ingår i släktet Chlorochroa och familjen bärfisar. Inga underarter finns listade i Catalogue of Life.